# SAI Ambrosini 107
SAI Ambrosini 107 – prototypowy włoski samolot myśliwski z początku lat 40. XX wieku wytwórni SAI Ambrosini. Maszyna powstała dzięki modyfikacjom istniejącej już konstrukcji, samolotu SAI 7. Miał być to tani w produkcji i eksploatacji, wykonany z niedeficytowych materiałów i prosty w obsłudze samolot.

## Historia
W latach 30. XX wieku powstała koncepcja lekkiego samolotu myśliwskiego, zbudowanego z niedeficytowych materiałów, a tym samym taniego w produkcji i prostego w obsłudze, który można by dzięki temu produkować na masową skalę. Ideę tę wcielił między innymi w życie włoski konstruktor z firmy SAI Ambrosini, Sergio Stefanutti. Aby jak najbardziej uprościć i przyśpieszyć prace nad nową konstrukcją, nie zaprojektował on od podstaw nowego samolotu, a dokonał głębokich modyfikacji już istniejącej konstrukcji, sportowego (wyścigowego) samolotu SAI 7, którego projektu był również autorem. Cały projekt wzbudził zainteresowanie włoskiego Ministerstwa Lotnictwa, które zleciło zbudowanie prototypu. Ukończona maszyna do swojego pierwszego lotu wzbiła się we wrześniu 1940 roku z lotniska w Castiglione del Lago. Za jej sterami siedział pilot doświadczalny Mario Faccioli. Przeprowadzone próby w powietrzu wykazały bardzo dobre właściwości samolotu, który cechował się dużą prędkością maksymalną (pomimo zastosowania silnika o małej mocy) oraz dobrą zwrotnością. Cały projekt został przerwany po katastrofie, do jakiej doszło 18 lipca 1941 roku. W jej wyniku prototyp został zniszczony, a pilotujący maszynę znany włoski pilot Arturo Ferrarin poniósł śmierć.

## Konstrukcja
SAI 107 był wolnonośnym dolnopłatem wykonanym w całości z drewna. Do napędu samolotu użyto rzędowego, 12-cylindrowego silnika w układzie odwróconego V, Isotta Fraschini Gamma RC.35-IS oraz dwułopatowego, drewnianego śmigła. W podstawowej konfiguracji konstruktor zachował długą osłonę kabiny, sięgającą dziobu samolotu, taką samą jak w pierwowzorze czyli maszynie SAI 7. W ostatecznej konfiguracji zrezygnowano z takiego rozwiązania. Samolot posiadał klasyczne, chowane podwozie główne oraz stałe kółko ogonowe. Skorupowy kadłub wykonany z integralnym statecznikiem pionowym. Dwudźwigarowe skrzydła pokryte sklejką.

## Uzbrojenie
Samolot miał posiadać pojedynczy karabin maszynowy Breda-SAFAT kalibru 7,7 mm umieszczony na burcie kadłuba pomiędzy silnikiem a kabiną pilota.